# Psammoecus elegans
Psammoecus elegans es una especie de coleóptero de la familia Silvanidae.

## Distribución geográfica
Habita en Sri Lanka.